# Análise de filiere
A análise de filière (do francês, cadeia de produção) é uma ferramenta administrativa voltada à determinação da importância das operações técnicas nos produtos de um determinado setor. Ela permite também a identificação dos principais atores de um setor, de elementos para a análise estratégica, de peso e natureza de ações de um governo, bem como de gargalos e de relações de cooperação entre empresas.
Este tipo de análise baseia-se na leitura técnica (identificação da sequência de operações na cadeia de valor, custo, escala e logística) e na leitura econômica, que verifica as possibilidades de transações nos diversos estágios da filiere e dos mercados principais e auxiliares, além das formas de cooperação.

## Estratégia de filière
A estratégia de flière consiste na implantação da firma em vários níveis da filière, ou mesmo exercer um poder sobre um ou mais estágios sem ocupá-los diretamente. A empresa para adotar uma estratégia de filière deve partir do reconhecimento da existência de complementaridade e inter dependência entre os elementos que compõe a filière, e que, da proximidade dos agentes e das operações que eles executam surgem efeitos de sinergia.
A consideração deste fato na formulação da estratégia pode conduzir à obtenção desvantagens tecnológicas pela integração de operações e de processos, adequação de fluxos e redução de estoques. Vantagens comerciais podem advir mediante a integração das trocas, criação de mercados cativos, internalização das condições de mercado.